# НК-56
НК-56 — советский авиационный турбореактивный двигатель (ТРДД), разработанный на Куйбышевском моторном заводе. Разрабатывался с 1979 г. как двигатель для перспективных тяжёлых транспортных и пассажирских самолётов. Ил-96 проектировался под НК-56. В 1983 г. работы по двигателю были прекращены, так как в серию пошёл ПС-90, который был принят в качестве единого двигателя для пассажирской авиации. К тому времени наработка двигателя в процессе доводки составила 3600 часов. В конструкции НК-56 впервые в системе управления реверсом были применены принципы пневмоники.